# Жан Жюль Лінден
Жан Жюль Лінден (фр. Jean Jules Linden, 3 лютого 1817 — 12 січня 1898) — бельгійський біолог та ботанік.

## Біографія

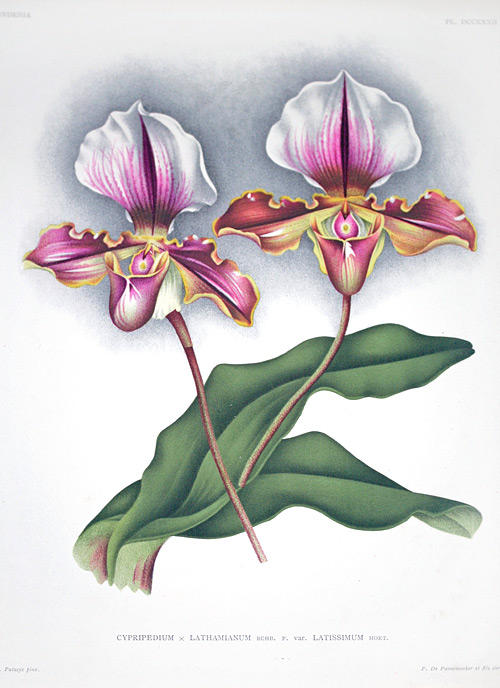
Cypripedium lathamianum

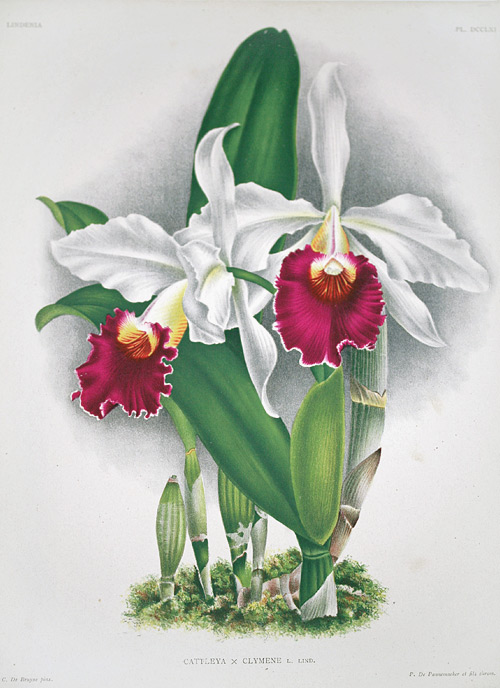
Cattleya clymene

Жан Жюль Лінден народився у місті Люксембург 3 лютого 1817 року. Навчався у Брюсселі.
У 1835 році у віці 19 років він був посланий бельгійським урядом у експедиційну поїздку, під час якої об'їхав країни Центральної Америки та Південної Америки.
З цього ж часу Ж. Ж. Лінден почав колекціонувати орхідеї, в основному у Південній Америці. Під час низки подорожей він зробив докладні записи про умови, в яких ці рослини росли у дикій природі. Жан Жюль Лінден написав про орхідеї багато книг.
Під час трьох поїздок, які тривали у цілому близько 10 років, Лінден вивчив безліч раніше невідомих рослин. Іноді він подорожував разом з таким відомим дослідником, як Олександр фон Гумбольдт. Ж. Ж. Лінден зробив значний внесок у ботаніку, описавши багато видів рослин.
Жан Жюль Лінден помер у Брюсселі 12 січня 1898 року.

## Наукова діяльність
Ж. Ж. Лінден спеціалізувався на папоротеподібних та на насіннєвих рослинах.

## Публікації
- L’Illustration Horticole, Journal spécial des Serres et des Jardins, Gent-Brüssel 1854—1884.
- Pescatorea — Iconographie des Orchidées, 1854—1860, Брюссель, 1860.
- Lindenia. Iconographie des Orchidées, 17 volumes, Брюссель, 1885—1906[6].